# Bavuudordzjijn Baasanchüü
Bavuudordzjijn Baasanchüü (mongoliska: Бавуудоржийн Баасанхүү), född 26 november 1999, är en mongolisk judoutövare. Hon tävlar i 48 kg-klassen.

## Karriär
Baasanchüü tog guld vid de asiatiska mästerskapen 2024 och samma år tog hon guld vid världsmästerskapen. Vid olympiska sommarspelen 2024 i Paris tog Baasanchüü silver i 48 kg-klassen efter en finalförlust mot japanska Natsumi Tsunoda.